# Unione Manifatture
Unione Manifatture è stata un'importante industria tessile del settore cotoniero.
Fondata nel 1910, aveva assorbito il Cotonificio Muggiani con stabilimenti ad Intra. Si fuse, poi con le Manifatture Riunite di Parabiago. Fu tra le prime industrie a utilizzare fin dal 1936 le fibre artificiali con filatura in sistema cotoniero, La società divenne un vero e proprio gruppo industriale completando tutte le fasi del ciclo della lavorazione del cotone. Furono assorbite:
- La Società Candeggio e Tintoria di Nerviano
- Cotonificio Valli di Lanzo

Alla fine della seconda guerra mondiale gli stabilimenti produttivi erano 14.
Ulteriori incorporazioni riguardarono:
- La filatura di Possaccio, acquistata dal Cotonificio fratelli Dell'Acqua
- Filatura di Lanzo
- Filatura di Pessinetto.

La successiva crisi del settore, indebolì la presenza dell'Unione Manifatture sul mercato estero, che rappresentava fino a quell'epoca, il 60% del fatturato.
La crisi finanziaria conseguenza della caduta del suo azionista di riferimento Felice Riva travolse l'Unione Manifatture, che incorporò l'Immobiliare Mediolanum che possedeva l'area di un palazzo in Corso Vittorio Emanuele a Milano che riutilizzò il nome di Corsia dei Servi.

## Quotazione in Borsa
L'Unione Manifatture fu un titolo quotato alla Borsa di Milano, che aveva sempre distribuito dividendi, fino alla crisi che la travolse.